# Tasiusaq (Kujalleq)

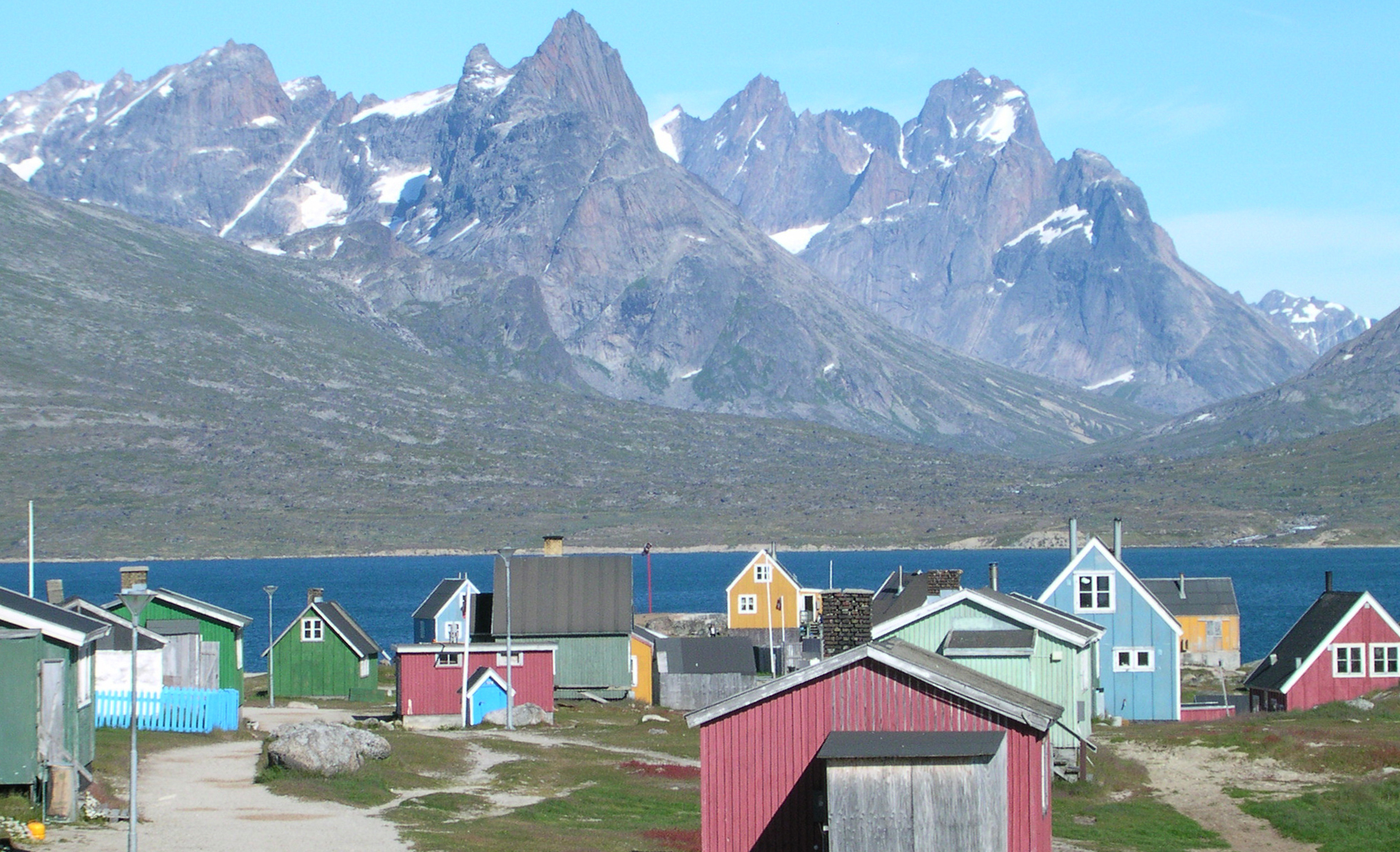
Tasiusaq (Kujalleq)

Tasiusaq (Kujalleq) é um assentamento no município de Kujalleq, no  sul da Gronelândia. Está localizado no Fiorde Tasermiut (em dinamarquês:  Ketils Fjord), a leste de Nanortalik. O assentamento foi fundado em 1933 e em 2010 tinha 90 habitantes.

## Transporte
O Heliporto de Tasiusaq opera todo o ano, ligando Tasiusaq com o Aeroporto de Narsarsuaq e indiretamente com as restantes localidades da Gronelândia e Europa.

## População
A maioria das localidades no sul da Gronelândia apresenta padrões de crescimento populacional negativos ao longo das duas últimas décadas. Tasiusaq perdeu 14% dos seus habitantes em relação a 1990 e mais de 6% em relação a 2000.